# 알파 자기 분광기

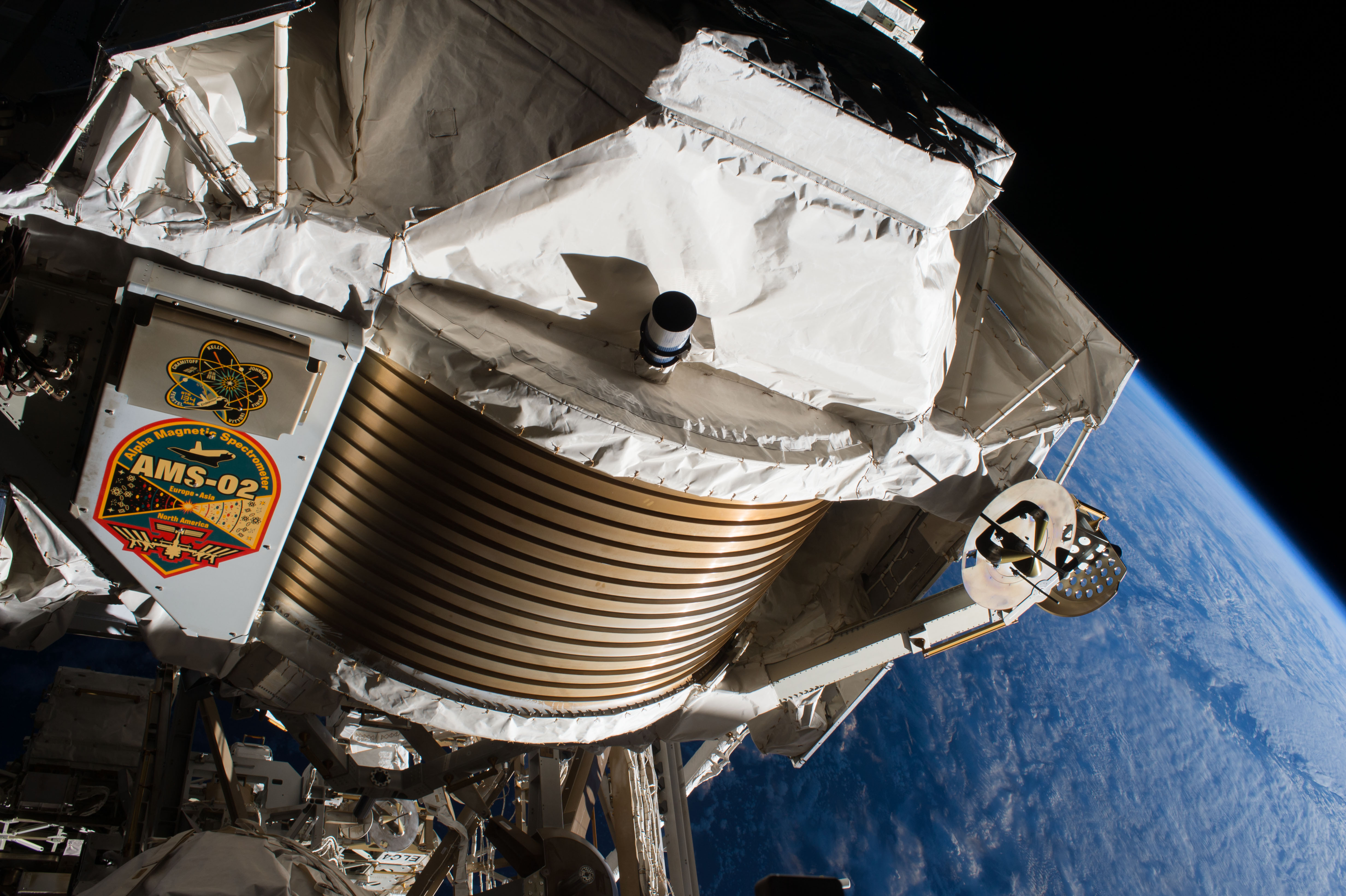
알파 자기 분광기

알파 자기 분광기(Alpha Magnetic Spectrometer, AMS-02, 알파 자석 분광계)는 국제우주정거장(ISS)에 탑재되는 입자물리 실험 모듈이다. 해당 실험은 공인된 CERN 실험(RE1)이다. 모듈은 우주선의 반물질을 측정하는 검출기이다. 이 정보는 우주의 형성을 이해하고 암흑물질의 증거를 찾는 데 필요하다.
수석 연구자는 노벨상 수상자 입자물리학자 새뮤얼 차오 충 팅이다. AMS-02를 탑재한 우주왕복선 인데버 우주왕복선 STS-134의 발사는 2011년 5월 16일에 이루어졌으며 분광계는 2011년 5월 19일에 설치되었다. 2015년 4월 15일까지 AMS-02는 600억 회 이상의 우주선 이벤트를 기록했다. 2011년 5월 설치 이후 5년 만에 900억 달러를 달성했다.
2013년 3월 팅 교수는 AMS가 400,000개 이상의 양전자를 관찰했으며 양전자 대 전자 비율이 10 GeV에서 250 GeV로 증가했다고 말하면서 초기 결과를 보고했다. (이후 결과에서는 약 275 GeV 이상의 에너지에서 양전자 분율이 감소하는 것으로 나타났다.) 시간에 따른 큰 변화나 선호하는 들어오는 방향은 없었다. 이러한 결과는 우주에서 암흑 물질 입자의 소멸에서 발생하는 양전자와 일치하지만 아직 다른 설명을 배제할 만큼 충분히 결정적이지는 않다. 결과는 피지컬 리뷰 레터에 게재되었다. 추가 데이터는 계속 수집되고 있다.